# V829 Возничего
V829 Возничего (лат. V829 Aurigae) — одиночная переменная звезда в созвездии Возничего на расстоянии приблизительно 598 световых лет (около 183 парсеков) от Солнца. Видимая звёздная величина звезды — от +16,6m до +13,78m.

## Характеристики
V829 Возничего — оранжевая эруптивная переменная звезда типа UV Кита (UV), вращающаяся переменная звезда типа BY Дракона (BY:)* спектрального класса K. Эффективная температура — около 4034 K.